# Baby Love (Petite Meller)
Baby Love è un singolo della cantante francese Petite Meller, pubblicato il 19 gennaio 2015 e facente parte dell'album di debutto della Meller Lil Empire. In pochi mesi il singolo ha riscosso un notevole successo, diventando di fatto un vero tormentone estivo dell'estate 2015.

## Videoclip
Il video del brano è stato pubblicato il 19 gennaio 2015 sul canale ufficiale di YouTube della cantante: protagonista del video è la Meller che balla e canta in varie zone della savana africana, accompagnata da ragazzi e ragazze dei villaggi del posto. La clip ufficiale dura 3 minuti e 53 secondi.

## Classifiche
| Classifica (2015) | Posizione massima |
| ----------------- | ----------------- |
| Italia            | 40                |
| Regno Unito       | 30                |